# Hashtābād
Hashtābād (persiska: هشت آباد) är en ort i Iran.   Den ligger i provinsen Semnan, i den centrala delen av landet, 110 km sydost om huvudstaden Teheran. Hashtābād ligger 883 meter över havet och antalet invånare är 696.
Terrängen runt Hashtābād är platt söderut, men norrut är den kuperad.Runt Hashtābād är det glesbefolkat, med 9 invånare per kvadratkilometer. Trakten runt Hashtābād består till största delen av jordbruksmark.